# Velkopolský Dvůr
Velkopolský Dvůr nebo též Velké Pole (německy Grossfeld nebo Grossfelder Hof) je osada v okrese Třebíč v kraji Vysočina. Jde o místní část obce Kralice nad Oslavou. Velkopolský Dvůr se nachází asi 2 km jihovýchodně od Náměšti nad Oslavou a 23 km jihovýchodně od centra Třebíče.
Ve Velkopolském Dvoře jsou registrována čtyři čísla popisná: 45, 213, 317 a 338. Velkopolským Dvorem prochází silnice III/39212, která vede z Náměště nad Oslavou do Březníka. Protéká tudy Velkopolský potok, na kterém se nacházejí tři rybníky (dva bezejmenné a Kolomaznice) a který se vlévá do řeky Oslavy. Na řece Oslavě se v blízkosti Velkopolského Dvora nachází Velkopolský mlýn, nedaleko se též nacházejí samoty U Vlasáka (na místě původního Vlasákova mlýna) a Obora.
Kolem Velkopolského dvora se nacházejí celkem pět alejí (Alej ke mlýnu, Stromořadí u silnice, Severní, Severovýchodní, Východní alej), jejichž stromy se řadí mezi chráněné památné stromy České republiky.